# Rhizocaulus verticillatus
Rhizocaulus verticillatus is een hydroïdpoliep uit de familie Campanulariidae. De poliep komt uit het geslacht Rhizocaulus. Rhizocaulus verticillatus werd in 1758 voor het eerst wetenschappelijk beschreven door Carl Linnaeus.

## Beschrijving
De hoofdstelen en zijtakken van deze hydroid zijn rechtopstaand en samengesteld uit verschillende vezels. De hydrothecae zijn gerangschikt op lange slanke stelen, er zijn 5-6 ringen aan de boven- en onderkant van de stengel. De hydrothecae zijn klokvormig met meerdere even stompe knobbels op de rand. De gonothecae zijn kolfvormig en zijn gerangschikt op korte geringde stengels. De kransvormige opstelling van de hydrothecae op onvertakte stengels is zeer kenmerkend voor deze soort.

## Verspreiding
Deze soort is wijdverbreid op de Britse Eilanden. Het is een typische soort in leefomgevingen met mobiel zand en grind. Het is normaal gesproken bevestigd aan schelpen en kasseien, maar kan ook voorkomen op keien en gesteente dat onderhevig is aan sterke getijdenstromen en troebel water.